# Föroya Bjór
Föroya Bjór es una compañía cervecera feoresa establecida en la ciudad de Klaksvík, la segunda más importante de las Islas Feroe, en 1888.

## Historia
En 1883, Símun F. Hansen fue a Dinamarca para aprender cosas sobre el mundo de la cervecería. En su vuelta a las Islas Feroe en 1888 estableció su propia compañía cervecera en Klaksvík. Esta fue la segunda compañía de cerveza establecida en las islas, después de la compañía Restorffs Bryggjarí.
En 2009 abrió una oficina en Reykjanesbær, Islandia, y comenzó a exportar productos al país islandés.
El nombre de la cerveza significa La cerveza de los feroeses y su símbolo es un carnero desde su existencia.

## Tipos de cerveza
- Veðrur - 4,6%
- Gold Export Lager - 5,8%
- Jólabryggj - 5,8%
- Páskabryggj - 5,8%
- Ljóst Pilsnar - 2,7.%
- Maltöl - (malt beer) menos del 2%
- Jólaöl
- Sluppöl - 5,8%
- Black Sheep - 5,8%
- Classic - 4,6%
- Rockall Brown Ale - 5,8%.
- Rockall Wheat Beer (2006)
- X-mas 1888 - 5,8% (2007)
- Green Islands Stout - 5,8%
- Green Islands Special - 5,8% (2008)
- Sct. Brigid Ale - 4,6%
- Sct. Brigid Abbey Ale - 5,8%
- Sct. Brigid Boheme (2008)
- Sct. Brigid Blond (2008)
- Sct. Brigid IPA (2008)